# Graphogaster alberta
Graphogaster alberta là một loài ruồi trong họ Tachinidae.